# 天鵝座BI
天鵝座BI （BI Cyg”、IRC +40408、BD+36 4025）是在天鵝座的一顆紅超巨星。它是一顆不規則變星，最大亮度為星等8.4，最暗星等9.9。 它被認為是天鹅座OB1星協的成員，距離太陽系大約2,600秒差距（8,500光年）。它位於另一個也是變星的紅超巨星天鵝座BC以南不到一度的地方。

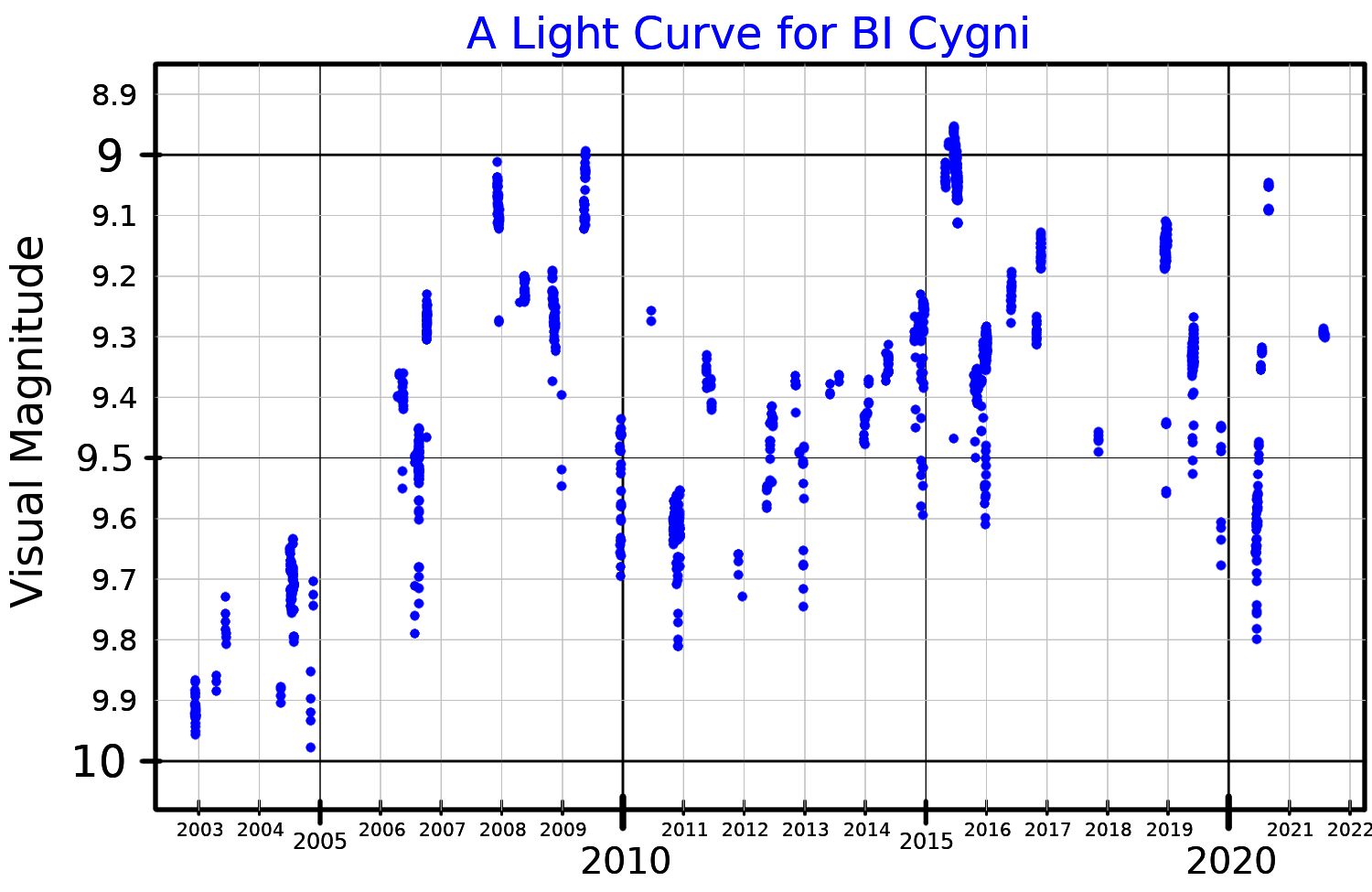
繪製自INTEGRAL OMC數據的天鵝座BI可見光波段的光變曲線。

天鵝座BI是一顆慢不規則變星，被歸類為Lc型，一顆不規則的超巨星。 它的亮度極值在星等8.4和9.9等之間變化。其光變曲線的頻率分析顯示沒有顯著的週期。
天鵝座BI是已知最大的恆星之一，基於3,575K的有效溫度和226,000 L☉，其半徑大約是1,240 R☉。最近的研究得出的亮度較低，低於  130,000 L☉，建議其初始量質為20 M☉，因此半徑值也較低。

## 相關條件
- 天鵝座RW
- 天鵝座KY
- 天鵝座NML

## 外部連結
- INTEGRAL-OMC Catalogue of optically variable sources （页面存档备份，存于）